# 전라남도의 소규모 어항 목록
다음은 2010년 12월말 현재 전라남도의 소규모 어항 목록이다.

## 가
- 가거2항 - 전라남도 신안군 흑산면 가거도리 일원 (섬)
- 가거3항 - 전라남도 신안군 흑산면 가거도리 일원 (섬)
- 가계항 - 전라남도 진도군 고군면 금계리 일원 (섬)
- 가늠목항 - 전라남도 진도군 군내면 나리리 일원 (섬)
- 가란항 - 전라남도 신안군 압해면 가란리 일원 (섬)
- 가래항 - 전라남도 완도군 고금면 가래리 일원 (섬)
- 가룡항 - 전라남도 신안군 압해면 가룡리 일원 (섬)
- 가마미항 - 전라남도 완도군 노화읍 구목리 일원 (섬)
- 가사항 - 전라남도 완도군 약산면 가사리 일원 (섬)
- 가사항 - 전라남도 진도군 조도면 가사리 일원 (섬)
- 가사혈도항 - 전라남도 진도군 조도면 가사리 일원 (섬)
- 가산항 - 전라남도 신안군 비금면 가산리 일원 (섬)
- 가상항 - 전라남도 고흥군 도덕면 가야리 일원 (육지)
- 가어지항 - 전라남도 신안군 비금면 수치리 일원 (섬)
- 가우도항 - 전라남도 강진군 도암면 신기리 일원 (섬)
- 가인항 - 전라남도 완도군 신지면 가인리 일원 (섬)
- 가입항 - 전라남도 무안군 현경면 가입리 일원 (육지)
- 가장끝항 - 전라남도 완도군 노화읍 잘포리 일원 (섬)
- 가학동해항 - 전라남도 완도군 소안면 가학리 일원 (섬)
- 가학서해항 - 전라남도 완도군 소안면 가학리 일원 (섬)
- 가학항 - 전라남도 완도군 금당면 가학리 일원 (섬)
- 가학항 - 전라남도 장흥군 대덕읍 가학리 일원 (육지)
- 각흘항 - 전라남도 진도군 조도면 관매리 일원 (섬)
- 갈두항 - 전라남도 해남군 북일면 갈두리 일원 (육지)
- 갈목항 - 전라남도 진도군 조도면 진목리 일원 (섬)
- 갈문항 - 전라남도 완도군 군외면 갈문리 일원 (육지)
- 갈산항 - 전라남도 해남군 송지면 갈산리 일원 (육지)
- 감목항 - 전라남도 완도군 금일읍 감목리 일원 (섬)
- 갓날끝항 - 전라남도 완도군 노화읍 북고리 일원 (섬)
- 강계항 - 전라남도 진도군 임회면 죽림리 일원 (섬)
- 강독뒷항 - 전라남도 완도군 신지면 강독리 일원 (섬)
- 강동항 - 전라남도 고흥군 풍양면 풍남리 일원 (육지)
- 강변항 - 전라남도 신안군 지도읍 어의리 일원 (섬)
- 강정항 - 전라남도 무안군 청계면 강정리 일원 (육지)
- 개도항 - 전라남도 신안군 하의면 후광리 일원 (섬)
- 개초항(세방항) - 전라남도 진도군 지산면 가학리 일원 (섬)
- 거문항 - 전라남도 신안군 팔금면 이목리 일원 (섬)
- 거문항 - 전라남도 여수시 삼산면 거문리 116-2 일원 (섬)
- 거북바위항 - 전라남도 신안군 하의면 웅곡리 일원 (섬)
- 거제항 - 전라남도 진도군 지산면 거제리 일원 (섬)
- 경촌항 - 전라남도 여수시 삼산면 초도리 산1315-5 일원 (섬)
- 계림항 - 전라남도 신안군 안좌면 자라리 일원 (섬)
- 고교항 - 전라남도 신안군 자은면 한운리 일원 (섬)
- 고마항 - 전라남도 완도군 군외면 고마리 일원 (섬)
- 고마항 - 전라남도 장흥군 관산읍 고마리 일원 (육지)
- 고분도항 - 전라남도 목포시 율도동 10-2 일원 (섬)
- 고사도항 - 전라남도 신안군 신의면 고평사도리 일원 (섬)
- 고산항 - 전라남도 신안군 팔금면 고산리 일원 (섬)
- 고이1항 - 전라남도 신안군 압해면 고이리 일원 (섬)
- 고하도항 - 전라남도 목포시 달동 779-4 일원 (섬)
- 곡강항 - 전라남도 고흥군 점암면 강산리 일원 (육지)
- 곡지항 - 전라남도 무안군 현경면 오류리 일원 (육지)
- 곤우항 - 전라남도 진도군 조도면 창유리 일원 (섬)
- 곤촌항 - 전라남도 신안군 흑산면 곤촌리 일원 (섬)
- 공정뒷항 - 전라남도 여수시 화양면 장수리 일원 (육지)
- 공정앞항 - 전라남도 여수시 화양면 장수리 일원 (육지)
- 곽도항 - 전라남도 진도군 조도면 맹골리 일원 (섬)
- 관동항 - 전라남도 해남군 화산면 관동리 일원 (육지)
- 관매항 - 전라남도 진도군 조도면 관매리 일원 (섬)
- 관사항 - 전라남도 진도군 조도면 관사리 일원 (섬)
- 관작항 - 전라남도 진도군 조도면 관사리 일원 (섬)
- 관청동항 - 전라남도 신안군 비금면 수대리 일원 (섬)
- 관청항 - 전라남도 고흥군 도양면 득량리 일원 (섬)
- 광대도항 - 전라남도 진도군 조도면 가사리 일원 (섬)
- 광도항 - 전라남도 여수시 삼산면 손죽리 산3 일원 (섬)
- 광립항 - 전라남도 신안군 압해면 대천리 일원 (섬)
- 광암항 - 전라남도 신안군 증도면 증동리 일원 (섬)
- 광암항 - 전라남도 여수시 율촌면 봉전리 일원 (육지)
- 광양포항 - 전라남도 여수시 묘도동 산131-2 일원 (섬)
- 교동항 - 전라남도 고흥군 봉래면 예내리 일원 (섬)
- 구곡항 - 전라남도 강진군 대구면 구수리 일원 (육지)
- 구대항 - 전라남도 신안군 안좌면 구대리 일원 (섬)
- 구도항 - 전라남도 완도군 소안면 구도리 일원 (섬)
- 구동항 - 전라남도 완도군 금일읍 신구리 일원 (섬)
- 구로항 - 전라남도 강진군 칠량면 송로리 일원 (육지)
- 구룡항 - 전라남도 고흥군 동일면 덕흥리 일원 (섬)
- 구림항 - 전라남도 해남군 화원면 구림리 일원 (육지)
- 구만항 - 전라남도 신안군 신의면 하태동리 일원 (섬)
- 구성항 - 전라남도 완도군 약산면 구성리 일원 (섬)
- 구성항 - 전라남도 해남군 화산면 구성리 일원 (육지)
- 구수항 - 전라남도 영광군 백수읍 구수리 390 일원 (육지)
- 구심이항 - 전라남도 여수시 화양면 안포리 일원 (육지)
- 구장항 - 전라남도 완도군 청산면 구장리 일원 (섬)
- 국화항 - 전라남도 완도군 청산면 국화리 일원 (섬)
- 굴구지항 - 전라남도 여수시 화양면 나진리 일원 (육지)
- 굴암항 - 전라남도 신안군 신의면 하태서리 일원 (섬)
- 굴앞항 - 전라남도 완도군 노화읍 동고리 일원 (섬)
- 굴전항 - 전라남도 완도군 생일면 굴전리 일원 (섬)
- 굴전훗자리항 - 전라남도 여수시 돌산읍 평사리 산246-10 일원 (육지)
- 궁전항 - 전라남도 고흥군 금산면 신전리 일원 (섬)
- 궁항 - 전라남도 여수시 소라면 사곡리 일원 (육지)
- 궁항 - 전라남도 완도군 금일읍 충동리 일원 (섬)
- 궁항 - 전라남도 진도군 조도면 가사리 일원 (섬)
- 궁항 - 전라남도 해남군 문내면 궁항리 일원 (육지)
- 권덕항 - 전라남도 완도군 청산면 권덕리 일원 (섬)
- 귀성항 - 전라남도 진도군 임회면 귀성리 일원 (섬)
- 규포항 - 전라남도 여수시 화정면 낭도리 336-7 일원 (섬)
- 금갑항 - 전라남도 진도군 의신면 금갑리 일원 (섬)
- 금곡항 - 전라남도 완도군 생일면 금곡리 일원 (섬)
- 금노항 - 전라남도 진도군 지산면 와우리 일원 (섬)
- 금동항 - 전라남도 무안군 삼향면 왕산리 일원 (육지)
- 금산항 - 전라남도 신안군 안좌면 금산리 일원 (섬)
- 금수동항 - 전라남도 목포시 율도동 130-19 일원 (섬)
- 금장항 - 전라남도 고흥군 금산면 어전리 일원 (육지)
- 금죽항 - 전라남도 여수시 돌산읍 금봉리 1563 일원 (섬)
- 금호도항 - 전라남도 진도군 고군면 금계리 일원 (섬)
- 금호신항 - 전라남도 고흥군 도덕면 용동리 일원 (육지)
- 기도항 - 전라남도 신안군 신의면 하태서리 일원 (섬)
- 기동항 - 전라남도 신안군 신의면 하태서리 일원 (섬)
- 기밀개항 - 전라남도 여수시 화정면 옥적리 일원 (육지)
- 기섬항 - 전라남도 신안군 압해면 매화리 일원 (섬)

## 나
- 나리고지항 - 전라남도 신안군 도초면 수다리 일원 (섬)
- 나릿구지항 - 전라남도 신안군 증도면 방축리 일원 (섬)
- 나진항 - 전라남도 여수시 화양면 나진리 일원 (육지)
- 난장이항 - 전라남도 여수시 화양면 나진리 일원 (육지)
- 남강항 - 전라남도 신안군 암태면 신기리 일원 (섬)
- 남당항 - 전라남도 고흥군 풍양면 풍남리 일원 (육지)
- 남동항 - 전라남도 진도군 임회면 남동리 일원 (섬)
- 남부항 - 전라남도 여수시 남면 연도리 산367 일원 (섬)
- 남선항 - 전라남도 완도군 군외면 남선리 일원 (육지)
- 남성항 - 전라남도 해남군 북평면 남성리 일원 (육지)
- 남열항 - 전라남도 고흥군 영남면 남열리 일원 (육지)
- 남진항 - 전라남도 신안군 자은면 유각리 일원 (섬)
- 남포항 - 전라남도 장흥군 용산면 상발 일원 (육지)
- 남호항 - 전라남도 강진군 대구면 구수리 일원 (육지)
- 납닥항 - 전라남도 신안군 신의면 상태동리 일원 (섬)
- 내동항 - 전라남도 무안군 운남면 내리 일원 (육지)
- 내동항 - 전라남도 완도군 고금면 내동리 일원 (섬)
- 내동항 - 전라남도 완도군 신지면 내동리 일원 (섬)
- 내로항 - 전라남도 고흥군 과역면 노일리 일원 (육지)
- 내백항 - 전라남도 고흥군 과역면 백일리 일원 (육지)
- 내병항 - 전라남도 진도군 조도면 내병리 일원 (섬)
- 내저항 - 전라남도 장흥군 대덕읍 내저 일원 (육지)
- 내정명사항 - 전라남도 완도군 신지면 내정리 일원 (섬)
- 내초항 - 전라남도 고흥군 포두면 옥강리 일원 (육지)
- 내포항 - 전라남도 신안군 비금면 내월리 일원 (섬)
- 내호항 - 전라남도 신안군 안좌면 내호리 일원 (섬)
- 넙고항 - 전라남도 완도군 약산면 넙고리 일원 (섬)
- 넙도항 - 전라남도 완도군 고금면 넙도리 일원 (섬)
- 노날항 - 전라남도 완도군 노화읍 북고리 일원 (섬)
- 노력항 - 전라남도 장흥군 회진면 덕산리 일원 (섬)
- 노록도항 - 전라남도 완도군 노화읍 노록리 일원 (섬)
- 노은항 - 전라남도 신안군 신의면 하태동리 일원 (섬)
- 녹도항 - 전라남도 해남군 문내면 녹도리 일원 (섬)
- 녹진항 - 전라남도 진도군 군내면 녹진리 일원 (섬)
- 녹항 - 전라남도 여수시 삼산면 초도리 산776 일원 (섬)
- 농바우끝항 - 전라남도 완도군 노화읍 천구리 일원 (섬)
- 농바우항 - 전라남도 완도군 노화읍 서리리 일원 (섬)
- 농상항 - 전라남도 완도군 고금면 농상리 일원 (섬)
- 농암항 - 전라남도 완도군 보길면 통리리 일원 (섬)
- 눌옥항 - 전라남도 진도군 조도면 눌옥리 일원 (섬)
- 능산항 - 전라남도 신안군 하의면 능산리 일원 (섬)

## 다
- 다랑항 - 전라남도 완도군 금일읍 사동리 일원 (섬)
- 다물도항 - 전라남도 신안군 흑산면 다물도리 일원 (섬)
- 단장항 - 전라남도 고흥군 도화면 구암리 일원 (육지)
- 달도항 - 전라남도 완도군 군외면 달도리 일원 (육지)
- 달리도항 - 전라남도 목포시 달동 33-7 일원 (섬)
- 달천항 - 전라남도 여수시 소라면 복산리 일원 (육지)
- 당도항 - 전라남도 진도군 조도면 맹성리 일원 (섬)
- 당두항 - 전라남도 신안군 비금면 광대리 일원 (섬)
- 당두항 - 전라남도 신안군 신의면 상태서리 일원 (섬)
- 당두항 - 전라남도 영광군 염산면 두우리 968 일원 (육지)
- 당리항 - 전라남도 완도군 청산면 당리리 일원 (섬)
- 당말항 - 전라남도 신안군 지도읍 당촌리 일원 (섬)
- 당사항 - 전라남도 신안군 암태면 당사리 일원 (섬)
- 당사항 - 전라남도 완도군 소안면 당사리 일원 (섬)
- 당인항 - 전라남도 완도군 군외면 당인리 일원 (육지)
- 당중항 - 전라남도 고흥군 도덕면 가야리 일원 (육지)
- 당포항 - 전라남도 완도군 노화읍 당산리 일원 (섬)
- 대가용항 - 전라남도 완도군 완도읍 대가용리 일원 (육지)
- 대각시항 - 전라남도 영광군 낙월면 임병리 산19-6 일원 (섬)
- 대각이항 - 전라남도 영광군 낙월면 각이리 산57 일원 (섬)
- 대곡항 - 전라남도 고흥군 도덕면 가야리 일원 (육지)
- 대곡항 - 전라남도 완도군 고금면 대곡리 일원 (섬)
- 대곡항 - 전라남도 완도군 신지면 삼마리 일원 (섬)
- 대기점항 - 전라남도 신안군 증도면 병풍리 일원 (섬)
- 대늑도항 - 전라남도 여수시 율촌면 여동리 일원 (섬)
- 대당두항 - 전라남도 신안군 하의면 대리 일원 (섬)
- 대리항 - 전라남도 장흥군 회진면 대리 일원 (육지)
- 대마항 - 전라남도 진도군 조도면 대마리 일원 (섬)
- 대막항 - 전라남도 진도군 조도면 대마리 일원 (섬)
- 대머리항 - 전라남도 신안군 임자면 이흑암리 일원 (섬)
- 대목항 - 전라남도 신안군 흑산면 예리 일원 (섬)
- 대문항 - 전라남도 완도군 군외면 대문리 일원 (육지)
- 대서이항 - 전라남도 여수시 화야면 이목리 일원 (육지)
- 대석만항 - 전라남도 영광군 낙월면 석만리 산33 일원 (섬)
- 대신항 - 전라남도 완도군 완도읍 대신리 일원 (육지)
- 대야1항 - 전라남도 완도군 완도읍 대야1리 일원 (육지)
- 대야2항 - 전라남도 완도군 완도읍 대야2리 일원 (육지)
- 대야도항 - 전라남도 신안군 하의면 능산리 일원 (섬)
- 대장구도 - 전라남도 완도군 노화읍 내리리 일원 (섬)
- 대전항 - 전라남도 고흥군 두원면 대전리 일원 (육지)
- 대창1항 - 전라남도 완도군 군외면 대창1리 일원 (육지)
- 대창2항 - 전라남도 완도군 군외면 대창2리 일원 (육지)
- 대촌항 - 전라남도 보성군 벌교읍 장도리 일원 (섬)
- 대화도항 - 전라남도 완도군 금당면 신흥리 일원 (섬)
- 덕동항 - 전라남도 강진군 칠량면 봉황리 일원 (육지)
- 덕동항 - 전라남도 완도군 고금면 덕동리 일원 (섬)
- 덕산항 - 전라남도 고흥군 도화면 덕중리 일원 (육지)
- 덕산항 - 전라남도 장흥군 회진면 덕산리 일원 (육지)
- 덕포항 - 전라남도 여수시 남면 연도리 산515 일원 (섬)
- 도남항 - 전라남도 완도군 고금면 도남리 일원 (섬)
- 도독항 - 전라남도 여수시 묘도동 318-3 일원 (섬)
- 도락항 - 전라남도 완도군 청산면 도락리 일원 (섬)
- 도명항 - 전라남도 진도군 의신면 만길리 일원 (섬)
- 도목항 - 전라남도 신안군 흑산면 도목리 일원 (섬)
- 도목항 - 전라남도 진도군 의신면 만길리 일원 (섬)
- 도선장항 - 전라남도 신안군 압해면 신장리 일원 (섬)
- 도실항 - 전라남도 여수시 돌산읍 평사리 산356-4 일원 (육지)
- 도야항 - 전라남도 고흥군 과역면 도촌리 일원 (육지)
- 도항항 - 전라남도 진도군 의신면 만길리 일원 (섬)
- 독거슬도항 - 전라남도 진도군 조도면 독거리 일원 (섬)
- 독거탄항항 - 전라남도 진도군 조도면 독거리 일원 (섬)
- 독거항 - 전라남도 진도군 조도면 독거리 일원 (섬)
- 독거혈도항 - 전라남도 진도군 조도면 독거리 일원 (섬)
- 독대항 - 전라남도 고흥군 과역면 연등리 일원 (육지)
- 독바항 - 전라남도 완도군 금일읍 척치리 일원 (섬)
- 돈목항 - 전라남도 신안군 도초면 우이리 일원 (섬)
- 돈탁항 - 전라남도 광양시 진월면 오사리 일원 (육지)
- 돌목항 - 전라남도 진도군 조도면 가사리 일원 (섬)
- 동고지항 - 전라남도 여수시 남면 안도리 산4 일원 (섬)
- 동고항 - 전라남도 완도군 노화읍 동고리 일원 (섬)
- 동고항 - 전라남도 완도군 신지면 동고리 일원 (섬)
- 동광항 - 전라남도 고흥군 봉래면 신금리 일원 (섬)
- 동두항 - 전라남도 장흥군 관산읍 신동1구 일원 (육지)
- 동래도항 - 전라남도 고흥군 포두면 옥강리 일원 (육지)
- 동령개항 - 전라남도 진도군 임회면 굴포리 일원 (섬)
- 동막항 - 전라남도 진도군 조도면 동거차리 일원 (섬)
- 동머리항 - 전라남도 여수시 화정면 백야리 산49 일원 (섬)
- 동면항 - 전라남도 신안군 신의면 상태서리 일원 (섬)
- 동산끝항 - 전라남도 완도군 노화읍 당산리 일원 (섬)
- 동소우이항 - 전라남도 신안군 도초면 우이리 일원 (섬)
- 동송항 - 전라남도 완도군 금일읍 충동리 일원 (섬)
- 동암항 - 전라남도 무안군 운남면 동암리 일원 (육지)
- 동육항 - 전라남도 진도군 조도면 동거차리 일원 (섬)
- 동정항 - 전라남도 고흥군 금산면 석정리 일원 (섬)
- 동촌항 - 전라남도 완도군 신지면 동촌리 일원 (섬)
- 동촌항 - 전라남도 완도군 청산면 동촌리 일원 (섬)
- 동포항 - 전라남도 고흥군 동일면 백양리 일원 (섬)
- 동현항 - 전라남도 해남군 송지면 동현리 일원 (육지)
- 동화항 - 전라남도 완도군 군외면 동화리 일원 (섬)
- 두랭이항 - 전라남도 여수시 율촌면 상봉리 일원 (육지)
- 두리항 - 전라남도 신안군 안좌면 소곡리 일원 (섬)
- 두모항 - 전라남도 해남군 현산면 백포리 일원 (육지)
- 두포항 - 전라남도 여수시 남면 두모리 1393-7 일원 (섬)
- 둔병항 - 전라남도 여수시 화정면 조발리 408-9 일원 (섬)
- 등문항 - 전라남도 완도군 보길면 정동리 일원 (섬)
- 딴전월항 - 전라남도 신안군 하의면 후광리 일원 (섬)
- 땅끝항(갈두항) - 전라남도 진도군 지산면 보전리 일원 (섬)
- 뛰섬항 - 전라남도 신안군 팔금면 읍리 일원 (섬)

## 라
- 라배항 - 전라남도 진도군 조도면 라배리 일원 (섬)

## 마
- 마리항 - 전라남도 신안군 흑산면 마리 일원 (섬)
- 마사항 - 전라남도 진도군 지산면 심동리 일원 (섬)
- 마삭도항 - 전라남도 완도군 노화읍 마삭리 일원 (섬)
- 마산항(새끼미항) - 전라남도 진도군 고군면 내산리 일원 (섬)
- 마산항 - 전라남도 신안군 압해면 매화리 일원 (섬)
- 마상항 - 전라남도 여수시 화정면 옥적리 일원 (육지)
- 마안도항 - 전라남도 완도군 노화읍 내리리 일원 (섬)
- 마족항 - 전라남도 여수시 남면 화태리 4-6 일원 (섬)
- 마진항 - 전라남도 신안군 안좌면 마진리 일원 (섬)
- 마진항 - 전라남도 신안군 장산면 마진리 일원 (섬)
- 마파항 - 전라남도 여수시 화정면 여자리 456-11 일원 (섬)
- 막금항 - 전라남도 신안군 장산면 팽진리 일원 (섬)
- 만풍항 - 전라남도 무안군 해제면 만풍리 일원 (육지)
- 망남항 - 전라남도 완도군 완도읍 망남리 일원 (육지)
- 망석항 - 전라남도 완도군 완도읍 망석리 일원 (육지)
- 망축항 - 전라남도 완도군 군외면 망축리 일원 (육지)
- 망호항 - 전라남도 강진군 도암면 신기리 일원 (육지)
- 매곡항 - 전라남도 고흥군 풍양면 매곡리 일원 (육지)
- 매도항 - 전라남도 신안군 팔금면 이목리 일원 (섬)
- 매동항 - 전라남도 고흥군 도양면 봉암리 일원 (육지)
- 매실항 - 전라남도 신안군 도초면 수다리 일원 (섬)
- 맹골죽도항 - 전라남도 진도군 조도면 맹골리 일원 (섬)
- 맹골항 - 전라남도 진도군 조도면 맹골리 일원 (섬)
- 맹성뒷개항 - 전라남도 진도군 조도면 맹성리 일원 (섬)
- 명지항 - 전라남도 진도군 조도면 창유리 일원 (섬)
- 모도항 - 전라남도 진도군 의신면 초사리 일원 (섬)
- 모도항 - 전라남도 진도군 조도면 모도리 일원 (섬)
- 모동항 - 전라남도 완도군 청산면 모동리 일원 (섬)
- 모래미항 - 전라남도 진도군 조도면 서거차리 일원 (섬)
- 모룡항 - 전라남도 신안군 신의면 상태동리 일원 (섬)
- 모사추항 - 전라남도 완도군 노화읍 충도리 일원 (섬)
- 모사항 - 전라남도 진도군 고군면 향동리 일원 (섬)
- 모항도항 - 전라남도 완도군 신지면 동촌리 일원 (섬)
- 목넘항 - 전라남도 여수시 남면 횡간리 312-1 일원 (섬)
- 목도항 - 전라남도 신안군 암태면 오상리 일원 (섬)
- 목리항 - 전라남도 강진군 강진읍 목리 일원 (육지)
- 목섬항 - 전라남도 신안군 임자면 삼두리 일원 (섬)
- 묘두항 - 전라남도 여수시 남면 화태리 507-43 일원 (섬)
- 묘읍항 - 전라남도 여수시 묘도동 2013-1 일원 (섬)
- 무조항 - 전라남도 진도군 군내면 신기리 일원 (섬)
- 묵동항 - 전라남도 해남군 북평면 묵동리 일원 (육지)
- 문병도항 - 전라남도 신안군 하의면 후광리 일원 (섬)
- 물막구미항 - 전라남도 완도군 노화읍 포전리 일원 (섬)
- 물막끝항 - 전라남도 완도군 노화읍 미라리 일원 (섬)
- 물선리항 - 전라남도 완도군 신지면 양천리 일원 (섬)
- 물암항 - 전라남도 무안군 해제면 유월리 일원 (육지)
- 미산항 - 전라남도 강진군 대구면 사당리 일원 (육지)
- 미학항 - 전라남도 해남군 송지면 미학리 일원 (육지)
- 밀징포항 - 전라남도 여수시 화정면 월호리 367 일원 (섬)

## 바
- 박지항 - 전라남도 신안군 안좌면 박지리 일원 (섬)
- 반월항 - 전라남도 신안군 안좌면 반월리 일원 (섬)
- 반월항 - 전라남도 신안군 압해면 대천리 일원 (섬)
- 반월항 - 전라남도 여수시 율촌면 반월리 일원 (육지)
- 발통금항 - 전라남도 여수시 화양면 나진리 일원 (육지)
- 방죽포항 - 전라남도 완도군 신지면 양지리 일원 (섬)
- 방축항 - 전라남도 완도군 노화읍 방축리 일원 (섬)
- 배천항 - 전라남도 고흥군 금산면 신촌리 일원 (섬)
- 백계항 - 전라남도 신안군 팔금면 장촌리 일원 (섬)
- 백도항 - 전라남도 완도군 보길면 백도리 일원 (섬)
- 백사항 - 전라남도 강진군 대구면 사당리 일원 (육지)
- 백석항 - 전라남도 고흥군 풍양면 매곡리 일원 (육지)
- 백야항 - 전라남도 신안군 장산면 팽진리 일원 (섬)
- 백일항 - 전라남도 완도군 군외면 백일리 일원 (섬)
- 백초항 - 전라남도 여수시 돌산읍 우두리 697-104 일원 (육지)
- 백포항 - 전라남도 여수시 돌산읍 율림리 539-1 일원 (육지)
- 백학항 - 전라남도 무안군 해제면 학송리 일원 (육지)
- 버지항 - 전라남도 신안군 증도면 대초리 일원 (섬)
- 벌가항 - 전라남도 여수시 화양면 이목리 일원 (육지)
- 벗섬항 - 전라남도 신안군 암태면 송곡리 일원 (섬)
- 변촌항 - 전라남도 여수시 삼산면 서도리 1195-3 일원 (섬)
- 병풍항 - 전라남도 신안군 증도면 병풍리 일원 (섬)
- 보기항 - 전라남도 신안군 증도면 병풍리 일원 (섬)
- 복룡항 - 전라남도 신안군 압해면 복룡리 일원 (섬)
- 복호항 - 전라남도 신안군 안좌면 복호리 일원 (섬)
- 봉도항 - 전라남도 신안군 하의면 오림리 일원 (섬)
- 봉동항 - 전라남도 완도군 금당면 봉동리 일원 (섬)
- 봉명항 - 전라남도 완도군 고금면 봉명리 일원 (섬)
- 봉산항 - 전라남도 고흥군 도양면 봉암리 일원 (육지)
- 봉산항 - 전라남도 고흥군 도화면 봉산리 일원 (육지)
- 봉성항 - 전라남도 완도군 고금면 봉성리 일원 (섬)
- 봉암항 - 전라남도 완도군 고금면 봉암리 일원 (섬)
- 봉통항 - 전라남도 여수시 남면 두라리 산45-1 일원 (섬)
- 봉황항 - 전라남도 강진군 칠량면 봉황리 일원 (육지)
- 부곡항 - 전라남도 완도군 고금면 부곡리 일원 (섬)
- 부상항 - 전라남도 완도군 소안면 부상리 일원 (섬)
- 부소항 - 전라남도 신안군 안좌면 존포리 일원 (섬)
- 부수항 - 전라남도 보성군 벌교읍 장도리 일원 (섬)
- 부항항 - 전라남도 완도군 보길면 부황리 일원 (섬)
- 북강항 - 전라남도 신안군 암태면 오상리 일원 (섬)
- 북강항 - 전라남도 신안군 장산면 오음리 일원 (섬)
- 북암항 - 전라남도 완도군 보길면 통리리 일원 (섬)
- 북암항 - 전라남도 완도군 소안면 북암리 일원 (섬)
- 북지항 - 전라남도 신안군 안좌면 한운리 일원 (섬)
- 북진항 - 전라남도 신안군 팔금면 장목리 일원 (섬)
- 북촌항 - 전라남도 신안군 지도읍 선도리 일원 (섬)
- 분매항 - 전라남도 고흥군 도덕면 오마리 일원 (육지)
- 불도항 - 전라남도 진도군 지산면 가학리 일원 (섬)
- 불등항 - 전라남도 완도군 노화읍 내리리 일원 (섬)
- 불목항 - 전라남도 완도군 군외면 불목리 일원 (육지)
- 불치항 - 전라남도 신안군 증도면 우전리 일원 (섬)
- 비견항 - 전라남도 완도군 금당면 비견리 일원 (섬)
- 비동과목항 - 전라남도 완도군 소안면 비동리 일원 (섬)
- 비리항 - 전라남도 신안군 흑산면 비리 일원 (섬)
- 비서골몰항 - 전라남도 완도군 소안면 비서리 일원 (섬)
- 비소항 - 전라남도 신안군 장산면 공수리 일원 (섬)
- 비자금항 - 전라남도 여수시 화정면 월호리 141-3 일원 (섬)
- 비치항 - 전라남도 고흥군 봉래면 신금리 일원 (섬)

## 사
- 사근항 - 전라남도 신안군 장산면 팽진리 일원 (섬)
- 사금항 - 전라남도 장흥군 관산읍 신동3구 일원 (육지)
- 사덕항 - 전라남도 고흥군 도화면 사덕리 일원 (육지)
- 사도항 - 전라남도 여수시 화정면 낭도리 210-12 일원 (섬)
- 사동항 - 전라남도 완도군 약산면 사동리 일원 (섬)
- 사양항 - 전라남도 고흥군 봉래면 사양리 일원 (섬)
- 사월포항 - 전라남도 신안군 자은면 고장리 일원 (섬)
- 사촌항 - 전라남도 장흥군 안양면 사촌리 일원 (육지)
- 사치항 - 전라남도 신안군 안좌면 사치리 일원 (섬)
- 사평항 - 전라남도 광양시 진월면 오사리 일원 (육지)
- 사포항 - 전라남도 해남군 화산면 사포리 일원 (육지)
- 사후항 - 전라남도 완도군 군외면 사후리 일원 (섬)
- 산받끝항 - 전라남도 완도군 노화읍 이목1리 일원 (섬)
- 산밭끝항 - 전라남도 완도군 노화읍 충도리 일원 (섬)
- 산서항 - 전라남도 장흥군 관산읍 삼산1구 일원 (육지)
- 산양진항 - 전라남도 완도군 노화읍 신리리 일원 (섬)
- 삼간도항 - 전라남도 여수시 중흥동 일원 (섬)
- 삼두항 - 전라남도 완도군 군외면 삼두리 일원 (육지)
- 삼두항항 - 전라남도 신안군 임자면 삼두리 일원 (섬)
- 삼봉항 - 전라남도 무안군 해제면 송석리 일원 (육지)
- 삼산항 - 전라남도 완도군 금당면 삼산리 일원 (섬)
- 삼섬항 - 전라남도 여수시 화양면 안포리 일원 (육지)
- 삼정항 - 전라남도 해남군 문내면 삼정리 일원 (육지)
- 삽진항 - 전라남도 목포시 연산동 620-44 일원 (육지)
- 상.하죽도항 - 전라남도 진도군 조도면 서거차리 일원 (섬)
- 상구자항 - 전라남도 진도군 의신면 구자도리 일원 (섬)
- 상낙월항 - 전라남도 영광군 낙월면 상낙월리 산209-5 일원 (섬)
- 상동항 - 전라남도 고흥군 도화면 구암리 일원 (육지)
- 상동항 - 전라남도 신안군 신의면 상태동리 일원 (섬)
- 상득암항 - 전라남도 완도군 약산면 상득암리 일원 (섬)
- 상마항 - 전라남도 해남군 화산면 상마리 일원 (섬)
- 상발항 - 전라남도 장흥군 용산면 상발 일원 (육지)
- 상정항 - 전라남도 완도군 고금면 상정리 일원 (섬)
- 상초항 - 전라남도 고흥군 봉래면 외초리 일원 (섬)
- 상태도항 - 전라남도 신안군 흑산면 태도리 일원 (섬)
- 상하촌항 - 전라남도 고흥군 금산면 대흥리 일원 (섬)
- 상화도항 - 전라남도 고흥군 도양면 봉암리 일원 (섬)
- 상화항 - 전라남도 여수시 화정면 상화리 180-8 일원 (섬)
- 생낌항 - 전라남도 신안군 암태면 익금리 일원 (섬)
- 서연항 - 전라남도 여수시 화양면 이목리 일원 (육지)
- 서중항 - 전라남도 강진군 마량면 서중리 일원 (육지)
- 서중항 - 전라남도 완도군 소안면 서중리 일원 (섬)
- 서짝끝항 - 전라남도 완도군 노화읍 충도리 일원 (섬)
- 서촌항 - 전라남도 고흥군 금산면 오천리 일원 (섬)
- 서홍항 - 전라남도 해남군 북평면 서홍리 일원 (육지)
- 서화항 - 전라남도 완도군 군외면 서화리 일원 (섬)
- 석개항 - 전라남도 여수시 화양면 안포리 일원 (육지)
- 석교항 - 전라남도 고흥군 금산면 석정리 일원 (섬)
- 석두항 - 전라남도 함평군 함평읍 석성리 일원 (육지)
- 석용항 - 전라남도 무안군 해제면 석용리 일원 (육지)
- 석정항 - 전라남도 고흥군 금산면 석정리 일원 (섬)
- 석창항 - 전라남도 함평군 손불면 석창리 일원 (육지)
- 선도항 - 전라남도 신안군 지도읍 선도리 일원 (섬)
- 선백항 - 전라남도 완도군 보길면 백도리 일원 (섬)
- 선소항 - 전라남도 광양시 진월면 선소리 일원 (육지)
- 선정항 - 전라남도 고흥군 남양면 월정리 일원 (육지)
- 선창항 - 전라남도 고흥군 도양면 득량리 일원 (섬)
- 선창항 - 전라남도 고흥군 봉래면 사양리 일원 (섬)
- 선창항 - 전라남도 여수시 남면 두라리 165-1 일원 (섬)
- 선창항 - 전라남도 완도군 보길면 선창리 일원 (섬)
- 선포항 - 전라남도 광양시 진월면 선포리 일원 (육지)
- 성남항 - 전라남도 진도군 조도면 성남리 일원 (섬)
- 성두도항 - 전라남도 고흥군 포두면 남성리 일원 (육지)
- 성머리항 - 전라남도 고흥군 동일면 덕흥리 일원 (섬)
- 성산항 - 전라남도 해남군 황산면 성산리 일원 (육지)
- 성천항 - 전라남도 고흥군 동일면 덕흥리 일원 (섬)
- 성촌항 - 전라남도 신안군 도초면 우이리 일원 (섬)
- 성치항 - 전라남도 고흥군 금산면 석정리 일원 (섬)
- 성황항 - 전라남도 고흥군 도덕면 가야리 일원 (육지)
- 세구미항 - 전라남도 신안군 암태면 수곡리 일원 (섬)
- 세구미항 - 전라남도 신안군 하의면 어은리 일원 (섬)
- 세구지항 - 전라남도 여수시 돌산읍 우두리 666-33 일원 (육지)
- 세동항 - 전라남도 완도군 고금면 세동리 일원 (섬)
- 세포항 - 전라남도 여수시 화양면 안포리 일원 (육지)
- 세포항 - 전라남도 완도군 금당면 세포리 일원 (섬)
- 세포항 - 전라남도 완도군 신지면 신상리 일원 (섬)
- 세포항 - 전라남도 진도군 지산면 가학리 일원 (섬)
- 소각시항 - 전라남도 영광군 낙월면 임병리 산10 일원 (섬)
- 소거문항 - 전라남도 여수시 삼산면 손죽리 산470 일원 (섬)
- 소기점항 - 전라남도 신안군 증도면 병풍리 일원 (섬)
- 소늑도항 - 전라남도 여수시 율촌면 여동리 일원 (섬)
- 소당두항 - 전라남도 신안군 하의면 대리 일원 (섬)
- 소뎅이항 - 전라남도 여수시 율촌면 봉전리 일원 (육지)
- 소두뒤항 - 전라남도 여수시 남면 두라리 30-27 일원 (섬)
- 소두앞항 - 전라남도 여수시 남면 두라리 51-3 일원 (섬)
- 소랑항 - 전라남도 완도군 금일읍 사동리 일원 (섬)
- 소마항 - 전라남도 진도군 조도면 소마리 일원 (섬)
- 소모도항 - 전라남도 완도군 청산면 소모도리 일원 (섬)
- 소사항 - 전라남도 신안군 흑산면 예리2구 일원 (섬)
- 소서이항 - 전라남도 여수시 화양면 이목리 일원 (육지)
- 소석만항 - 전라남도 영광군 낙월면 석만리 산223 일원 (섬)
- 소성남항 - 전라남도 진도군 조도면 성남리 일원 (섬)
- 소시리항 - 전라남도 신안군 암태면 오도리 일원 (섬)
- 소신항 - 전라남도 신안군 도초면 이곡리 일원 (섬)
- 소악항 - 전라남도 신안군 증도면 병풍리 일원 (섬)
- 소영항 - 전라남도 고흥군 동일면 봉영리 일원 (섬)
- 소우실포항 - 전라남도 여수시 남면 심장리 312-3 일원 (섬)
- 소유항 - 전라남도 여수시 남면 유송리 139-13 일원 (섬)
- 소제항 - 전라남도 여수시 소호동 1181-1 일원 (육지)
- 소진항 - 전라남도 완도군 소안면 소진리 일원 (섬)
- 소포항 - 전라남도 신안군 하의면 후광리 일원 (섬)
- 소포항 - 전라남도 진도군 지산면 소포리 일원 (섬)
- 소호항 - 전라남도 여수시 소호동 1229 일원 (육지)
- 소횡간항 - 전라남도 여수시 남면 횡간리 15-5 일원 (섬)
- 솔목항 - 전라남도 신안군 장산면 팽진리 일원 (섬)
- 솔지항 - 전라남도 완도군 노화읍 내리리 일원 (섬)
- 송곡뒷항 - 전라남도 완도군 신지면 송곡리 일원 (섬)
- 송곡항 - 전라남도 신안군 암태면 송곡리 일원 (섬)
- 송공1항 - 전라남도 신안군 압해면 송공리 일원 (섬)
- 송공2항 - 전라남도 신안군 압해면 송공리 일원 (섬)
- 송군항 - 전라남도 진도군 의신면 초사리 일원 (섬)
- 송도서편항 - 전라남도 여수시 돌산읍 군내리 1446-2 일원 (섬)
- 송도항 - 전라남도 여수시 율촌면 여동리 일원 (섬)
- 송도항 - 전라남도 진도군 조도면 가사리 일원 (섬)
- 송림항 - 전라남도 고흥군 대서면 송림리 일원 (육지)
- 송소항 - 전라남도 여수시 소호동 1231-2 일원 (육지)
- 송이도항 - 전라남도 영광군 낙월면 송이리 산158-31 일원 (섬)
- 송정항 - 전라남도 고흥군 두원면 대전리 일원 (육지)
- 송종항 - 전라남도 해남군 송지면 송종리 일원 (육지)
- 송촌항 - 전라남도 장흥군 관산읍 송촌리 일원 (육지)
- 송학항 - 전라남도 강진군 도암면 학장리 일원 (육지)
- 송현항 - 전라남도 여수시 웅천동 1501-6 일원 (육지)
- 수대항 - 전라남도 신안군 비금면 수대리 일원 (섬)
- 수도항 - 전라남도 신안군 임자면 수도리 일원 (섬)
- 수동항 - 전라남도 강진군 대구면 수동리 일원 (육지)
- 수락1항 - 전라남도 신안군 압해면 대천리 일원 (섬)
- 수락2항 - 전라남도 신안군 압해면 대천리 일원 (섬)
- 수락3항 - 전라남도 신안군 압해면 대천리 일원 (섬)
- 수락항 - 전라남도 고흥군 봉래면 사양리 일원 (섬)
- 수리항 - 전라남도 신안군 흑산면 수리 일원 (섬)
- 수문등항 - 전라남도 여수시 소라면 현천리 일원 (육지)
- 수문등항 - 전라남도 여수시 화양면 장수리 일원 (육지)
- 수인항 - 전라남도 강진군 마량면 수인리 일원 (육지)
- 수치항 - 전라남도 신안군 비금면 수치리 일원 (섬)
- 수항항 - 전라남도 여수시 남면 심장리 산7 일원 (섬)
- 숙마항 - 전라남도 강진군 마량면 원포리 일원 (육지)
- 숭의항 - 전라남도 신안군 압해면 숭의리 일원 (섬)
- 쉬미항 - 전라남도 진도군 진도읍 산월리 일원 (섬)
- 슬산항 - 전라남도 무안군 해제면 덕산리 일원 (육지)
- 시목항 - 전라남도 신안군 도초면 오류리 일원 (섬)
- 시하도항 - 전라남도 해남군 화원면 주광리 일원 (섬)
- 신갱이항 - 전라남도 보성군 벌교읍 장도리 일원 (섬)
- 신금항 - 전라남도 고흥군 금산면 신촌리 일원 (섬)
- 신금항 - 전라남도 고흥군 봉래면 신금리 일원 (섬)
- 신기항 - 전라남도 고흥군 대서면 안남리 일원 (육지)
- 신기항 - 전라남도 여수시 화정면 백야리 498-2 일원 (섬)
- 신기항 - 전라남도 완도군 완도읍 신기리 일원 (육지)
- 신기항 - 전라남도 장흥군 회진면 신상2구 일원 (육지)
- 신기항 - 전라남도 진도군 군내면 신기리 일원 (섬)
- 신기후포항 - 전라남도 완도군 신지면 신기리 일원 (섬)
- 신답항 - 전라남도 광양시 진월면 신아리 일원 (육지)
- 신당항 - 전라남도 장흥군 관산읍 신동2구 일원 (육지)
- 신도항 - 전라남도 신안군 하의면 능산리 일원 (섬)
- 신도항 - 전라남도 완도군 금일읍 신도리 일원 (섬)
- 신동항 - 전라남도 진도군 군내면 둔전리 일원 (섬)
- 신리명사항 - 전라남도 완도군 신지면 신리리 일원 (섬)
- 신리항 - 전라남도 장흥군 대덕읍 신리 일원 (육지)
- 신리후포항 - 전라남도 완도군 신지면 신리리 일원 (섬)
- 신명항 - 전라남도 신안군 임자면 대기리 일원 (섬)
- 신상항 - 전라남도 장흥군 회진면 신상1구 일원 (육지)
- 신설동항 - 전라남도 완도군 노화읍 이목2리 일원 (섬)
- 신양항 - 전라남도 고흥군 금산면 신촌리 일원 (섬)
- 신오항 - 전라남도 고흥군 포두면 오취리 일원 (육지)
- 신월4통항 - 전라남도 여수시 신월동 214-63 일원 (육지)
- 신장항 - 전라남도 신안군 압해면 신장리 일원 (섬)
- 신전항 - 전라남도 진도군 조도면 신육리 일원 (섬)
- 신정항 - 전라남도 고흥군 금산면 석정리 일원 (섬)
- 신창항 - 전라남도 신안군 비금면 죽림리 일원 (섬)
- 신초항 - 전라남도 고흥군 동일면 백양리 일원 (섬)
- 신촌1항 - 전라남도 고흥군 금산면 신촌리 일원 (섬)
- 신촌항 - 전라남도 고흥군 금산면 신촌리 일원 (섬)
- 신촌항 - 전라남도 고흥군 도화면 가화리 일원 (육지)
- 신촌항 - 전라남도 신안군 신의면 상태동리 일원 (섬)
- 신추항 - 전라남도 여수시 돌산읍 우두리 750-2 일원 (육지)
- 신평항 - 전라남도 강진군 도암면 만덕리 일원 (육지)
- 신평항 - 전라남도 고흥군 금산면 신평리 일원 (섬)
- 신평항 - 전라남도 완도군 금일읍 신구리 일원 (섬)
- 신홍항 - 전라남도 해남군 북평면 신홍리 일원 (육지)
- 신흥항 - 전라남도 고흥군 금산면 대흥리 일원 (섬)
- 신흥항 - 전라남도 고흥군 도양면 장계리 일원 (육지)
- 신흥항 - 전라남도 고흥군 두원면 대금리 일원 (육지)
- 신흥항 - 전라남도 여수시 화정면 개도리 302-6 일원 (섬)
- 신흥항 - 전라남도 완도군 군외면 신흥리 일원 (육지)
- 신흥항 - 전라남도 완도군 금당면 신흥리 일원 (섬)
- 쏨병끝항 - 전라남도 여수시 화정면 개도리 12-1 일원 (섬)

## 아
- 아동항 - 전라남도 광양시 진월면 신아리 일원 (육지)
- 안삭금 - 전라남도 장흥군 회진면 안삭금 일원 (육지)
- 안산항 - 전라남도 여수시 안산동 일원 (육지)
- 안정항 - 전라남도 여수시 화양면 안포리 일원 (육지)
- 안치항 - 전라남도 진도군 지산면 소포리 일원 (섬)
- 안평항 - 전라남도 해남군 북평면 안평리 일원 (육지)
- 알갱이항 - 전라남도 완도군 노화읍 동고리 일원 (섬)
- 앞너리항 - 전라남도 신안군 안좌면 읍동리 일원 (섬)
- 애도항 - 전라남도 고흥군 봉래면 사양리 일원 (섬)
- 앤두항 - 전라남도 신안군 장산면 다수리 일원 (섬)
- 야도항 - 전라남도 여수시 경호동 932-2 일원 (섬)
- 약천항 - 전라남도 강진군 신전면 벌정리 일원 (육지)
- 양덕항 - 전라남도 진도군 조도면 가사리 일원 (섬)
- 양정항 - 전라남도 해남군 문내면 양정리 일원 (육지)
- 양지항 - 전라남도 여수시 돌산읍 율림리 488-4 일원 (육지)
- 양화항 - 전라남도 고흥군 동일면 백양리 일원 (섬)
- 양화항 - 전라남도 고흥군 영남면 양사리 일원 (육지)
- 양화항 - 전라남도 해남군 화원면 양화리 일원 (육지)
- 어두항 - 전라남도 완도군 약산면 어두리 일원 (섬)
- 어룡도항 - 전라남도 완도군 노화읍 어룡리 일원 (섬)
- 어망촌항 - 전라남도 목포시 달동 190-39 일원 (섬)
- 어은항 - 전라남도 장흥군 관산읍 외동1구 일원 (육지)
- 어의항 - 전라남도 신안군 지도읍 어의리 일원 (섬)
- 언감포항 - 전라남도 신안군 도초면 고란리 일원 (섬)
- 엄남금항 - 전라남도 여수시 화정면 개도리 산739 일원 (섬)
- 연동항 - 전라남도 고흥군 봉래면 신금리 일원 (섬)
- 연동항 - 전라남도 해남군 송지면 엄남리 일원 (육지)
- 여동항 - 전라남도 완도군 약산면 여동리 일원 (섬)
- 여미항 - 전라남도 진도군 조도면 여미리 일원 (섬)
- 여의천항 - 전라남도 고흥군 도화면 가화리 일원 (육지)
- 여천항 - 전라남도 여수시 남면 유송리 415-11 일원 (섬)
- 여항항 - 전라남도 완도군 보길면 여항리 일원 (섬)
- 역구미항 - 전라남도 신안군 하의면 후광리 일원 (섬)
- 연동항 - 전라남도 완도군 고금면 연동리 일원 (섬)
- 연동항 - 전라남도 진도군 고군면 벽파리 일원 (섬)
- 연막항 - 전라남도 신안군 압해면 장감리 일원 (섬)
- 연지항 - 전라남도 완도군 금일읍 장정리 일원 (섬)
- 연홍항 - 전라남도 고흥군 금산면 신전리 일원 (섬)
- 염수항 - 전라남도 완도군 군외면 염수리 일원 (육지)
- 영풍항 - 전라남도 완도군 군외면 영풍리 일원 (육지)
- 영해항 - 전라남도 무안군 운남면 동암리 일원 (육지)
- 영흥항 - 전라남도 완도군 군외면 영흥리 일원 (육지)
- 예교항 - 전라남도 여수시 돌산읍 신복리 1526-6 일원 (육지)
- 예내항 - 전라남도 고흥군 봉내면 예내리 일원 (섬)
- 예당항 - 전라남도 고흥군 봉래면 예내리 일원 (섬)
- 예리2항 - 전라남도 신안군 흑산면 예리 일원 (섬)
- 예미항 - 전라남도 여수시 삼산면 초도리 산108 일원 (섬)
- 예송항 - 전라남도 완도군 보길면 예송리 일원 (섬)
- 예작항 - 전라남도 완도군 보길면 예작리 일원 (섬)
- 예회항 - 전라남도 고흥군 두원면 예회리 일원 (육지)
- 오도항 - 전라남도 고흥군 과역면 연등리 일원 (육지)
- 오도항 - 전라남도 신안군 암태면 신석리 일원 (섬)
- 오동항 - 전라남도 보성군 벌교읍 장도리 일원 (섬)
- 오동항 - 전라남도 신안군 안좌면 시서리 일원 (섬)
- 오리뒤항 - 전라남도 신안군 흑산면 오리 일원 (섬)
- 오리항 - 전라남도 신안군 흑산면 오리 일원 (섬)
- 오마항 - 전라남도 고흥군 도덕면 오마리 일원 (육지)
- 오산뒤항 - 전라남도 신안군 증도면 오산리 일원 (섬)
- 오산항 - 전라남도 신안군 증도면 방축리 일원 (섬)
- 오상항 - 전라남도 신안군 암태면 오상2리 일원 (섬)
- 오성금 - 전라남도 장흥군 대덕읍 신리 일원 (육지)
- 오지암항 - 전라남도 완도군 소안면 이목리 일원 (섬)
- 오천항 - 전라남도 여수시 화양면 이천리 일원 (육지)
- 오추항 - 전라남도 광양시 진월면 오사리 일원 (육지)
- 옥도항 - 전라남도 신안군 하의면 옥도리 일원 (섬)
- 옥도항 - 전라남도 진도군 조도면 옥도리 일원 (섬)
- 옥룡항 - 전라남도 고흥군 금산면 어전리 일원 (섬)
- 온덕항 - 전라남도 해남군 화원면 후산리 일원 (육지)
- 온동항 - 전라남도 여수시 묘도동 116-6 일원 (섬)
- 와교항 - 전라남도 고흥군 동일면 봉영리 일원 (섬)
- 와달항 - 전라남도 여수시 화정면 백야리 402-5 일원 (섬)
- 왕주항 - 전라남도 고흥군 남양면 월정리 일원 (육지)
- 외달도항 - 전라남도 목포시 달동 1319-4 일원 (섬)
- 외망항 - 전라남도 광양시 진월면 망덕리 일원 (육지)
- 외백항 - 전라남도 고흥군 과역면 백일리 일원 (육지)
- 외병항 - 전라남도 진도군 조도면 외병리 일원 (섬)
- 외야미항 - 전라남도 완도군 신지면 임촌리 일원 (섬)
- 외초항 - 전라남도 고흥군 봉래면 외초리 일원 (섬)
- 욕지항 - 전라남도 신안군 자은면 욕지리 일원 (섬)
- 용계항 - 전라남도 완도군 군외면 용계리 일원 (육지)
- 용곡항 - 전라남도 장흥군 안양면 수문 일원 (육지)
- 용산항 - 전라남도 강진군 도암면 용흥리 일원 (육지)
- 용암항 - 전라남도 고흥군 영남면 우천리 일원 (육지)
- 용주항 - 전라남도 여수시 화양면 용주리 일원 (육지)
- 용초항 - 전라남도 완도군 고금면 용초리 일원 (섬)
- 용출항 - 전라남도 완도군 생일면 용출리 일원 (섬)
- 용항항 - 전라남도 완도군 금일읍 충동리 일원 (섬)
- 우간항 - 전라남도 신안군 압해면 복룡리 일원 (섬)
- 우근항 - 전라남도 해남군 송지면 우근리 일원 (육지)
- 우도항 - 전라남도 고흥군 남양면 남양리 일원 (섬)
- 우도항 - 전라남도 완도군 금일읍 사동리 일원 (섬)
- 우두항 - 전라남도 고흥군 금산면 신전리 일원 (섬)
- 우두항 - 전라남도 고흥군 영남면 우천리 일원 (육지)
- 우두항 - 전라남도 완도군 약산면 우두리 일원 (섬)
- 우명항 - 전라남도 순천시 별량면 학산리 일원 (육지)
- 우목항 - 전라남도 신안군 안좌면 우목리 일원 (섬)
- 우산항 - 전라남도 장흥군 관산읍 삼산3구 일원 (육지)
- 우암항 - 전라남도 고흥군 영남면 우천리 일원 (육지)
- 운두도항 - 전라남도 여수시 화양면 이천리 일원 (섬)
- 울몰항 - 전라남도 완도군 신지면 대평리 일원 (섬)
- 웅곡항 - 전라남도 신안군 하의면 웅곡리 일원 (섬)
- 웅남항 - 전라남도 여수시 웅천동 산200-2 일원 (육지)
- 원다항 - 전라남도 진도군 의신면 금갑리 일원 (섬)
- 원도동항 - 전라남도 고흥군 도화면 가화리 일원 (육지)
- 원도항 - 전라남도 완도군 금일읍 장원리 일원 (섬)
- 원동항 - 전라남도 광양시 다압면 신원리 일원 (육지)
- 원동항 - 전라남도 완도군 군외면 원동리 일원 (육지)
- 원동항 - 전라남도 해남군 북일면 원동리 일원 (육지)
- 원마항 - 전라남도 강진군 마량면 마량리 일원 (육지)
- 원산항 - 전라남도 신안군 팔금면 원산리 일원 (섬)
- 원주항 - 전라남도 고흥군 과역면 백일리 일원 (섬)
- 원포뒷개항 - 전라남도 진도군 고군면 원포리 일원 (섬)
- 원포항 - 전라남도 여수시 화양면 안포리 일원 (육지)
- 원포항 - 전라남도 진도군 고군면 원포리 일원 (섬)
- 월곡항 - 전라남도 영광군 홍농읍 칠곡리 576-7 일원 (육지)
- 월송항 - 전라남도 완도군 금일읍 월송리 일원 (섬)
- 월송항 - 전라남도 완도군 보길면 월송리 일원 (섬)
- 월전항 - 전라남도 여수시 남면 화태리 44-10 일원 (섬)
- 월천항 - 전라남도 함평군 손불면 월천리 일원 (육지)
- 월평항 - 전라남도 영광군 염산면 야월리 1179 일원 (육지)
- 월포항 - 전라남도 고흥군 금산면 신평리 일원 (섬)
- 월하항 - 전라남도 고흥군 두원면 풍류리 일원 (육지)
- 월항항 - 전라남도 여수시 화정면 개도리 62-2 일원 (섬)
- 월항항 - 전라남도 완도군 소안면 월항리 일원 (섬)
- 유교항 - 전라남도 진도군 고군면 오류리 일원 (섬)
- 유지항 - 전라남도 신안군 증도면 대초리 일원 (섬)
- 유촌항 - 전라남도 완도군 생일면 유촌리 일원 (섬)
- 육동항 - 전라남도 완도군 금당면 육동리 일원 (섬)
- 육동항 - 전라남도 진도군 조도면 신육리 일원 (섬)
- 윤동항 - 전라남도 완도군 고금면 윤동리 일원 (섬)
- 율도항 - 전라남도 신안군 장산면 마진리 일원 (섬)
- 율도항 - 전라남도 목포시 율도동 473-15 일원 (섬)
- 율목항 - 전라남도 진도군 조도면 여미리 일원 (섬)
- 은전항 - 전라남도 고흥군 도덕면 오마리 일원 (육지)
- 음지항 - 전라남도 여수시 돌산읍 율림리 423-2 일원 (육지)
- 읍구항 - 전라남도 진도군 조도면 신육리 일원 (섬)
- 읍내항 - 전라남도 신안군 지도읍 읍내리 일원 (섬)
- 읍내항 - 전라남도 신안군 지도읍 읍내리 일원 (육지)
- 읍동항 - 전라남도 신안군 안좌면 읍동리 일원 (섬)
- 읍동항 - 전라남도 신안군 흑산면 진리 일원 (섬)
- 읍리항 - 전라남도 완도군 청산면 읍리리 일원 (섬)
- 이야포항 - 전라남도 여수시 남면 안도리 526-1 일원 (섬)
- 이천항 - 전라남도 여수시 화양면 이천리 일원 (육지)
- 이회진항 - 전라남도 장흥군 회진면 이회진 일원 (육지)
- 익금항 - 전라남도 고흥군 금산면 어전리 일원 (섬)
- 익금항 - 전라남도 고흥군 포두면 남성리 일원 (육지)
- 익금항 - 전라남도 신안군 암태면 익금리 일원 (섬)
- 인기미항 - 전라남도 여수시 화양면 이천리 일원 (육지)
- 일정항 - 전라남도 고흥군 금산면 석정리 일원 (섬)
- 일정항 - 전라남도 완도군 금일읍 일정리 일원 (섬)
- 임촌명사항 - 전라남도 완도군 신지면 임촌리 일원 (섬)
- 임하항 - 전라남도 해남군 문내면 임하항 일원 (섬)

## 자
- 자동항 - 전라남도 신안군 지도읍 자동리 일원 (육지)
- 자동항항 - 전라남도 신안군 지도읍 자동리 일원 (섬)
- 자라1항 - 전라남도 신안군 안좌면 자라리 일원 (섬)
- 자라2항 - 전라남도 신안군 안좌면 자라리 일원 (섬)
- 자라어민항 - 전라남도 신안군 안좌면 자라리 일원 (섬)
- 자매항 - 전라남도 여수시 화양면 장수리 일원 (육지)
- 자봉항 - 전라남도 여수시 화정면 월호리 52-1 일원 (섬)
- 작은적금항 - 전라남도 여수시 화정면 적금리 337-1 일원 (섬)
- 장계항 - 전라남도 고흥군 도양면 장계리 일원 (육지)
- 장골항 - 전라남도 고흥군 동일면 백양리 일원 (섬)
- 장도항 - 전라남도 신안군 흑산면 장도리 일원 (섬)
- 장도항 - 전라남도 여수시 시전동 일원 (섬)
- 장도항 - 전라남도 완도군 금일읍 장원리 일원 (섬)
- 장도항 - 전라남도 완도군 청산면 장도리 일원 (섬)
- 장도항 - 전라남도 진도군 지산면 가학리 일원 (섬)
- 장등항 - 전라남도 여수시 화양면 장수리 일원 (육지)
- 장병도항 - 전라남도 신안군 하의면 후광리 일원 (섬)
- 장사도항 - 전라남도 완도군 노화읍 이목2리 일원 (섬)
- 장사항 - 전라남도 고흥군 대서면 송림리 일원 (육지)
- 장산항 - 전라남도 장흥군 회진면 장산 일원 (육지)
- 장선항 - 전라남도 고흥군 대서면 안남리 일원 (육지)
- 장예항 - 전라남도 고흥군 도양면 용정리 일원 (육지)
- 장재도항 - 전라남도 신안군 하의면 능산리 일원 (섬)
- 장좌항 - 전라남도 완도군 완도읍 장좌리 일원 (육지)
- 장척항 - 전라남도 여수시 화양면 장수리 일원 (육지)
- 장촌항 - 전라남도 여수시 묘도동 1967-1 일원 (섬)
- 장풍항 - 전라남도 완도군 고금면 장풍리 일원 (섬)
- 장항항 - 전라남도 완도군 고금면 장항리 일원 (섬)
- 재섬항 - 전라남도 신안군 안좌면 금산리 일원 (섬)
- 저도항 - 전라남도 무안군 해제면 송석리 일원 (섬)
- 저도항 - 전라남도 진도군 진도읍 산월리 일원 (섬)
- 전두1항 - 전라남도 진도군 진도읍 수유리 일원 (섬)
- 전두2항 - 전라남도 진도군 진도읍 수유리 일원 (섬)
- 점암항 - 전라남도 신안군 지도읍 감정리 일원 (섬)
- 점암항 - 전라남도 신안군 지도읍 감정리 일원 (육지)
- 접도항(황모항) - 전라남도 진도군 의신면 금갑리 일원 (섬)
- 정강항 - 전라남도 여수시 삼산면 초도리 산1997 일원 (섬)
- 정도항 - 전라남도 완도군 완도읍 정도리 일원 (육지)
- 정동항 - 전라남도 완도군 보길면 정동리 일원 (섬)
- 정목항 - 전라남도 여수시 화정면 개도리 산168 일원 (섬)
- 정자항 - 전라남도 완도군 보길면 정자리 일원 (섬)
- 조금날항 - 전라남도 완도군 노화읍 삼마리 일원 (섬)
- 조발항 - 전라남도 여수시 화정면 조발리 149-6 일원 (섬)
- 조진항 - 전라남도 신안군 도초면 이곡리 일원 (섬)
- 조천항 - 전라남도 신안군 압해면 대천리 일원 (섬)
- 주암1항 - 전라남도 고흥군 남양면 월정리 일원 (육지)
- 주암2항 - 전라남도 고흥군 남양면 월정리 일원 (육지)
- 주지항 - 전라남도 진도군 조도면 가사리 일원 (섬)
- 주포항 - 전라남도 함평군 함평읍 석성리 일원 (육지)
- 죽굴도항 - 전라남도 완도군 노화읍 방서리 일원 (섬)
- 죽도항 - 전라남도 신안군 도초면 지남리 일원 (섬)
- 죽련항 - 전라남도 신안군 도초면 죽련리 일원 (섬)
- 죽림항 - 전라남도 진도군 임회면 죽림리 일원 (섬)
- 죽선항 - 전라남도 완도군 약산면 죽선리 일원 (섬)
- 죽암항 - 전라남도 고흥군 동강면 죽암리 일원 (육지)
- 죽청항 - 전라남도 완도군 완도읍 죽청리 일원 (육지)
- 죽청항 - 전라남도 장흥군 관산읍 신월리 일원 (육지)
- 죽항항 - 전라남도 진도군 조도면 죽항리 일원 (섬)
- 중도항 - 전라남도 완도군 완도읍 중도리 일원 (육지)
- 중리항 - 전라남도 완도군 군외면 중리 일원 (육지)
- 중리항 - 전라남도 완도군 보길면 중리리 일원 (섬)
- 중리항 - 전라남도 해남군 송지면 중리 일원 (육지)
- 중마항 - 전라남도 해남군 화산면 중마리 일원 (섬)
- 중봉항 - 전라남도 고흥군 도양면 봉암리 일원 (육지)
- 중저항 - 전라남도 강진군 대구면 저두리 일원 (육지)
- 중정항 - 전라남도 해남군 화산면 중정리 일원 (육지)
- 중촌항 - 전라남도 고흥군 금산면 대흥리 일원 (섬)
- 중촌항 - 전라남도 여수시 화양면 이천리 일원 (육지)
- 중태도항 - 전라남도 신안군 흑산면 태도리 일원 (섬)
- 중흥항 - 전라남도 신안군 암태면 와촌리 일원 (섬)
- 쥐머리항 - 전라남도 무안군 해제면 덕산리 일원 (육지)
- 쥐포항 - 전라남도 여수시 삼산면 손죽리 산285 일원 (섬)
- 증도항 - 전라남도 해남군 문내면 증도리 일원 (육지)
- 지리항 - 전라남도 완도군 청산면 지리리 일원 (섬)
- 지방암항 - 전라남도 완도군 노화읍 포전리 일원 (섬)
- 지신개항 - 전라남도 신안군 지도읍 당촌리 일원 (섬)
- 지정항 - 전라남도 장흥군 관산읍 지정리 일원 (육지)
- 지주도항 - 전라남도 보성군 벌교읍 장도리 일원 (섬)
- 지죽1항 - 전라남도 고흥군 도화면 지죽리 일원 (섬)
- 지죽2항 - 전라남도 고흥군 도화면 지죽리 일원 (섬)
- 직포항 - 전라남도 여수시 남면 두모리 945-21 일원 (섬)
- 진기항 - 전라남도 고흥군 봉래면 신금리 일원 (섬)
- 진리항 - 전라남도 신안군 임자면 진리 일원 (섬)
- 진리항 - 전라남도 신안군 흑산면 진리 일원 (섬)
- 진모항 - 전라남도 여수시 돌산읍 평사리 1405-86 일원 (육지)
- 진목항 - 전라남도 진도군 조도면 진목리 일원 (섬)
- 진번항 - 전라남도 신안군 안좌면 소곡리 일원 (섬)
- 진번항 - 전라남도 신안군 압해면 고이리 일원 (섬)
- 진산항 - 전라남도 완도군 청산면 진산리 일원 (섬)
- 진작항 - 전라남도 신안군 암태면 신석리 일원 (섬)
- 진지항 - 전라남도 고흥군 과역면 백일리 일원 (섬)

## 차
- 차우항 - 전라남도 완도군 금당면 차우리 일원 (섬)
- 참도항 - 전라남도 신안군 지도읍 봉리 일원 (육지)
- 참도항항 - 전라남도 신안군 지도읍 봉리 일원 (섬)
- 참새끼미항 - 전라남도 여수시 화양면 나진리 일원 (육지)
- 창매항 - 전라남도 무안군 해제면 창매리 일원 (육지)
- 창산항 - 전라남도 순천시 별량면 마산리 일원 (육지)
- 창우항 - 전라남도 영광군 염산면 두우리 609-17 일원 (육지)
- 창포항 - 전라남도 고흥군 봉래면 예내리 일원 (섬)
- 척찬항 - 전라남도 완도군 고금면 척찬리 일원 (섬)
- 척치항 - 전라남도 완도군 금일읍 척치리 일원 (섬)
- 천동항 - 전라남도 완도군 약산면 천동리 일원 (섬)
- 천촌항 - 전라남도 신안군 흑산면 예리2구 일원 (섬)
- 첨도항 - 전라남도 고흥군 포두면 오취리 일원 (육지)
- 청등항 - 전라남도 진도군 조도면 청등리 일원 (섬)
- 청룡항 - 전라남도 진도군 진도읍 수유리 일원 (섬)
- 청별항 - 전라남도 완도군 보길면 청별리 일원 (섬)
- 청석항 - 전라남도 고흥군 금산면 오천리 일원 (섬)
- 청석항 - 전라남도 신안군 압해면 매화리 일원 (섬)
- 청용항 - 전라남도 완도군 고금면 청용리 일원 (섬)
- 청촌항 - 전라남도 신안군 흑산면 예리2구 일원 (섬)
- 청학항 - 전라남도 완도군 고금면 청학리 일원 (섬)
- 초란항 - 전라남도 신안군 암태면 당사리 일원 (섬)
- 초완도항 - 전라남도 완도군 고금면 초완도리 일원 (섬)
- 초평항 - 전라남도 완도군 군외면 초평리 일원 (육지)
- 추도항 - 전라남도 여수시 화정면 낭도리 28-1 일원 (섬)
- 축강항 - 전라남도 신안군 장산면 팽진리 일원 (섬)
- 충도항 - 전라남도 완도군 금일읍 충동리 일원 (섬)
- 충무항 - 전라남도 완도군 고금면 충무리 일원 (섬)
- 취도항 - 전라남도 고흥군 포두면 오취리 일원 (육지)
- 치끝항 - 전라남도 여수시 남면 화태리 337-6 일원 (섬)
- 치등항 - 전라남도 완도군 노화읍 당산리 일원 (섬)
- 칠곡항 - 전라남도 영광군 홍농읍 칠곡리 587-15 일원 (육지)
- 칠동항 - 전라남도 신안군 압해면 고이리 일원 (섬)
- 칠인항 - 전라남도 완도군 고금면 칠인리 일원 (섬)

## 카
- 큰나발항 - 전라남도 여수시 남면 두라리 130-13 일원 (섬)

## 타
- 탄도항 - 전라남도 무안군 망운면 탄도리 일원 (섬)
- 탑립항 - 전라남도 진도군 임회면 죽림리 일원 (섬)
- 탑선항 - 전라남도 신안군 지도읍 탄동리 일원 (섬)
- 텃골항 - 전라남도 신안군 압해면 장감리 일원 (섬)
- 토도항 - 전라남도 완도군 군외면 토도리 일원 (섬)
- 통리항 - 전라남도 완도군 보길면 통리리 일원 (섬)
- 통섬계항 - 전라남도 완도군 보길면 중리리 일원 (섬)
- 통호항 - 전라남도 해남군 송지면 통호리 일원 (육지)
- 퇴촌항 - 전라남도 신안군 안좌면 반월리 일원 (섬)

## 파
- 평도항 - 전라남도 여수시 삼산면 손죽리 산130 일원 (섬)
- 평사도항 - 전라남도 신안군 신의면 고평사도리 일원 (섬)
- 포작항 - 전라남도 신안군 지도읍 어의리 일원 (섬)
- 풍류항 - 전라남도 고흥군 두원면 풍류리 일원 (육지)
- 피섬항 - 전라남도 신안군 하의면 어은리 일원 (섬)

## 하
- 하광항 - 전라남도 광양시 광영동 일원 (육지)
- 하구자항 - 전라남도 진도군 의신면 구자도리 일원 (섬)
- 하낙월항 - 전라남도 영광군 낙월면 하낙월리 산247-2 일원 (섬)
- 하도1항 - 전라남도 고흥군 도화면 사덕리 일원 (육지)
- 하도항 - 전라남도 고흥군 도화면 사덕리 일원 (육지)
- 하동항 - 전라남도 여수시 돌산읍 우두리 70-18 일원 (육지)
- 하마항 - 전라남도 해남군 화산면 하마리 일원 (섬)
- 하반항 - 전라남도 고흥군 봉래면 하반리 일원 (육지)
- 하복항 - 전라남도 여수시 소라면 사곡리 일원 (육지)
- 하분항 - 전라남도 강진군 마량면 상흥리 일원 (육지)
- 하우항 - 전라남도 신안군 임자면 하우리 일원 (섬)
- 하저항 - 전라남도 강진군 대구면 저두리 일원 (육지)
- 하탑항 - 전라남도 신안군 지도읍 탄동리 일원 (섬)
- 하화도항 - 전라남도 고흥군 도양면 봉암리 일원 (섬)
- 하화항 - 전라남도 여수시 화정면 하화리 231-3 일원 (섬)
- 학교항 - 전라남도 신안군 압해면 학교리 일원 (섬)
- 학동항 - 전라남도 여수시 남면 우학리 산293 일원 (섬)
- 한산항 - 전라남도 신안군 도초면 죽련리 일원 (섬)
- 한운항 - 전라남도 신안군 자은면 한운리 일원 (섬)
- 할목끝항 - 전라남도 완도군 노화읍 석중리 일원 (섬)
- 항동항 - 전라남도 완도군 고금면 항동리 일원 (섬)
- 항월항 - 전라남도 영광군 홍농읍 칠곡리 597-2 일원 (육지)
- 해달피항 - 전라남도 신안군 안좌면 자라리 일원 (섬)
- 해도항 - 전라남도 보성군 벌교읍 장도리 일원 (섬)
- 해미항(수양항) - 전라남도 진도군 지산면 심동리 일원 (섬)
- 해창항 - 전라남도 장흥군 안양면 해창 일원 (육지)
- 허우항 - 전라남도 완도군 금당면 허우리 일원 (섬)
- 헌복동항 - 전라남도 진도군 임회면 죽림리 일원 (섬)
- 현기미항 - 전라남도 신안군 임자면 삼두리 일원 (섬)
- 호피항 - 전라남도 신안군 장산면 팽진리 일원 (섬)
- 홍도1항 - 전라남도 신안군 흑산면 홍도리 일원 (섬)
- 홍도2항 - 전라남도 신안군 흑산면 홍도리 일원 (섬)
- 홍연항 - 전라남도 고흥군 금산면 신평리 일원 (섬)
- 화가항 - 전라남도 완도군 약산면 화가리 일원 (섬)
- 화덕항 - 전라남도 고흥군 과역면 호덕리 일원 (육지)
- 화도2항 - 전라남도 고흥군 도화면 사덕리 일원 (육지)
- 화봉항 - 전라남도 해남군 화원면 화봉리 일원 (육지)
- 화성항 - 전라남도 완도군 고금면 화성리 일원 (섬)
- 화옥항 - 전라남도 고흥군 도화면 가화리 일원 (육지)
- 화전항 - 전라남도 완도군 금일읍 화목리 일원 (섬)
- 활목항 - 전라남도 신안군 장산면 팽진리 일원 (섬)
- 활목항 - 전라남도 진도군 조도면 창유리 일원 (섬)
- 황성항 - 전라남도 신안군 신의면 하태서리 일원 (섬)
- 황제항 - 전라남도 완도군 금일읍 동백리 일원 (섬)
- 황조항 - 전라남도 진도군 고군면 내산리 일원 (섬)
- 황진항 - 전라남도 완도군 군외면 황진리 일원 (육지)
- 회동항 - 전라남도 진도군 고군면 금계리 일원 (섬)
- 회룡항 - 전라남도 완도군 고금면 회룡리 일원 (섬)
- 횡간항 - 전라남도 완도군 소안면 횡간리 일원 (섬)
- 횡도항 - 전라남도 영광군 낙월면 오도리 산97 일원 (섬)
- 후장구도항 - 전라남도 완도군 노화읍 내리리 일원 (섬)
- 후포항 - 전라남도 완도군 금일읍 척치리 일원 (섬)
- 흑석항 - 전라남도 해남군 화산면 흑석리 일원 (육지)
- 흑일항 - 전라남도 완도군 군외면 흑일리 일원 (섬)
- 흠밖끝항 - 전라남도 신안군 신의면 하태서리 일원 (섬)
- 힛도항 - 전라남도 여수시 화양면 안포리 일원 (육지)

## 같이 보기
- 대한민국의 소규모 어항